# Reina Sequera
Reina María Sequera de Peñaloza (Caracas, 7 de enero de 1963) es una política y sindicalista venezolana, actualmente Secretaria General de la organización política Poder Laboral con el cual se postuló como candidata a la presidencia de Venezuela en 2012 y en 2013.

## Biografía
Ha estado vinculada a las luchas laborales y políticas a favor de la clase obrera y trabajadora, ha presentado su nombre en varias oportunidades a cargos de elección popular en las tarjetas del partido Poder Laboral. Ha sido candidata a presidente de la CTV en el año 2001, postulada por un ala disidente del oficialista Frente de Trabajadores Bolivarianos-200. 
En el 2005 se postuló en las parlamentarias de ese año a Diputada Parlamento Andino apoyada únicamente por su partido, Poder Laboral.
En el año 2010, fue candidata a Diputada a la Asamblea Nacional en Antímano (Caracas) nominada por varios partidos de tendencia izquierdista, pero sin apego al gobierno venezolano (OPINA, PANA, Poder Laboral, PIEDRA entre otros).
En su programa de gobierno, Reina Sequera se comprometió a darles estabilidad laboral a todos los trabajadores y a eliminar la pobreza en Venezuela entregándole  1 millón de dólares a cada venezolano.
En las elecciones presidenciales ocupó el tercer lugar, con 70.567 votos, el 0.373% del total de votos válidos, sin embargo dicha cantidad fue objeto de controversias, ya que 65.418 los obtuvo con la tarjeta del partido Unidad Democrática. El cual apoyaba al candidato Henrique Capriles, sin embargo dicho partido decidió retirar su apoyo a Capriles, y apoyar a Reina Sequera, pero dicho cambio se dio después de la fecha límite para hacer modificaciones en el instrumento de votación (tarjetón electoral), y la oposición afirma que dichos electores, desconocían dicho cambio y votaron por esa tarjeta sin saber que los votos eran adjudicados a Reina Sequera.
En el estado Miranda, fue donde dicha controversia se hizo notoria ya que el presidente Chávez, superó a Capriles en dicho estado por 7.000 votos, habiendo obtenido Sequera 5.000 con la tarjeta de Unidad Democrática (cuyo nombre es muy similar al de la Mesa de la Unidad Democrática prestándose a confusión, más aún mostrando la foto de Capriles), Capriles afirmó que dichos votos eran a su favor, y que se "perdieron", sin embargo Sequera desestimó dicho reclamo, y dijo que la cantidad de votos fue debido a que “hubo un gran reconocimiento del pueblo a su proyecto”.
Para las elecciones regionales de 2012, apoyó al candidato del PSUV a la gobernación de Miranda, Elias Jaua. aportando 1.703 votos a su causa con la tarjeta de Poder Laboral.
En marzo de 2013 tras la muerte del presidente Chávez, Sequera vuelva a postularse a la presidencia. obteniendo el quinto lugar con solamente 4.229 votos que representa el 0,02% y en Miranda sólo 494 votos fueron para ella, lo cual avala el planteamiento que Capriles hizo con respecto a lo ocurrido entre ambos en las elecciones de octubre de 2012. Es de hacer notar, que la candidata María Bolívar quien consiguió el cuarto lugar, obtuvo más del triple de la votación obtenida por Sequera y su partido Poder Laboral.
Reina Sequera fue candidata por la Asamblea Nacional Constituyente de 2017.